# Chapelle-d'Armentières Old Military Cemetery

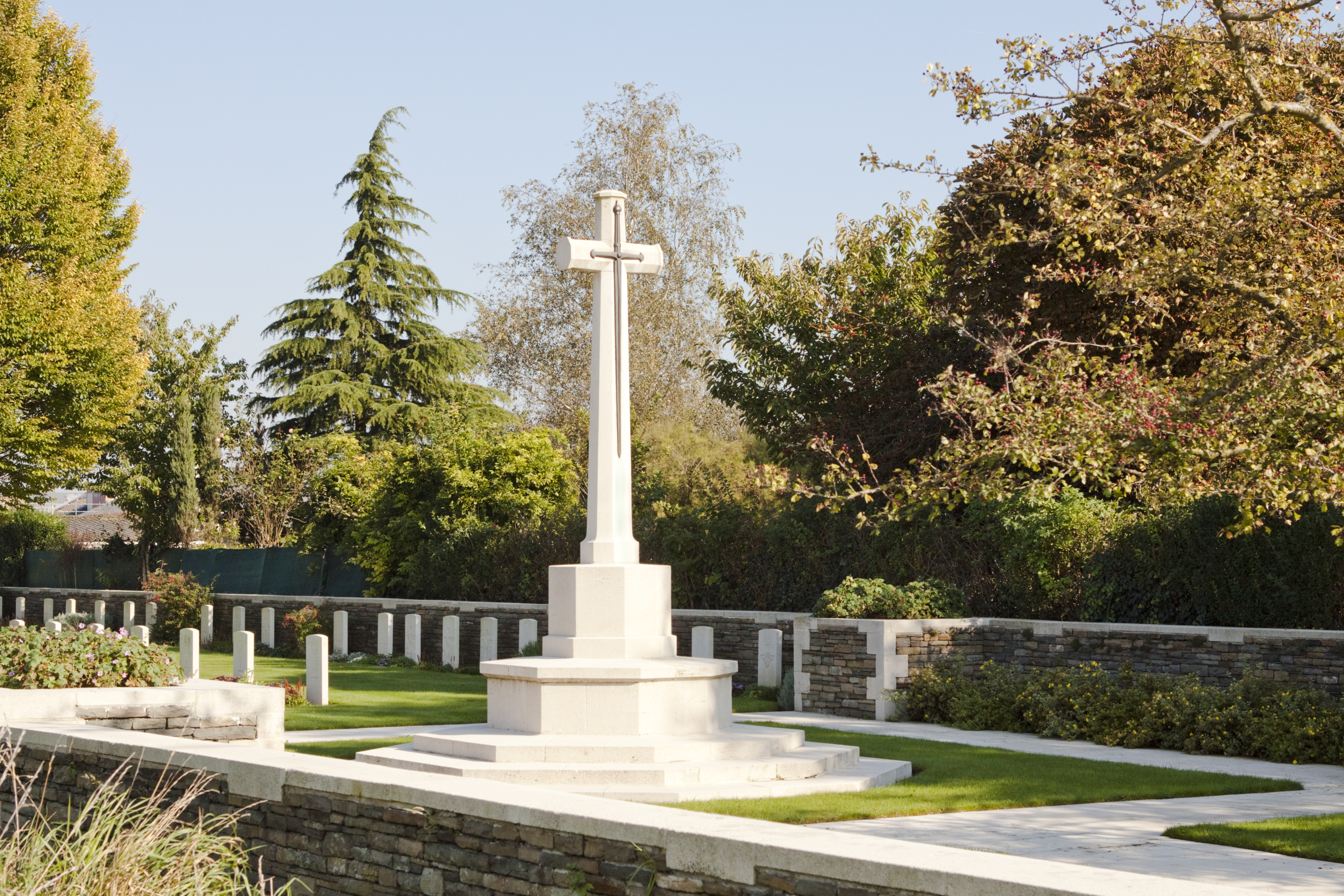
Chapelle-d'Armentières Old Military Cemetery

Le cimetière « Chapelle-d'Armentières Old Military Cemetery » est un cimetière de la Première Guerre mondiale situé à La Chapelle-d'Armentières (Nord). Le cimetière est entretenu par la Commonwealth War Graves Commission.

## Victimes
| Pays        | Victimes |
| ----------- | -------- |
| Royaume-Uni | 103      |
| Total       | 103      |

## Coordonnées GPS
50° 40′ 15″ nord, 2° 54′ 08″ est